# 三鰭新絨皮鮋
三鰭新絨皮鮋為輻鰭魚綱鮋形目鮋亞目絨皮鮋科的其中一種，為熱帶海水魚，分布於西太平洋澳洲海域，棲息深度3-4公尺，體長可達5公分，棲息在軟底質底層水域，生活習性不明。